# Rubén Martínez Bulnes
Rubén Martínez Bulnes (San Salvador, 7 de julio de 1929-San Salvador, 17 de julio de 2023) fue un arquitecto y escultor salvadoreño. Es considerado el autor de obras escultóricas más prolífico del país con la producción de más de 180 obras a lo largo de su carrera.

## Biografía
Su interés en el arte se manifestó desde su infancia, y de joven deseaba convertirse en arquitecto, pero terminó estudiando ingeniería civil como su padre. Cursó sus estudios de arquitectura en la Universidad de El Salvador entre 1949 y 1951, formación que se complementó con visitas a museos y galerías de Estados Unidos y México.
Inició su carrera escultórica recolectando los desperdicios metálicos del lugar donde este trabajaba, y la primera instrucción la recibió de soldadores. El material que ha predominado en sus creaciones es el metal y el hierro forjado y la chatarra, cuyas expresiones van de lo abstracto a lo figurativo. Una cantidad significativa de sus obras están orientadas hacia el arte religioso. Algunas importantes obras del patrimonio nacional salvadoreño son de su autoría, entre ellas el «Monumento a la Constitución», el «Monumento a la Paz», y las esculturas de «José Simeón Cañas», expuesta en el Museo de Arte de este país, y la de «José Matías Delgado», ubicada en el parque San José de San Salvador. También trabajó en jardinería, pintura, dibujo, paisaje ambiental, vitrales, restauración y música.
Uno de sus trabajos arquitectónicos más importante es la Iglesia El Rosario, ubicada en el centro histórico de San Salvador. Dicho edificio es de corte modernista y de influencia europea, en el que destacan sus vitrales y esculturas de hierro, y su forma simétrica en la que no existen pilares que obstaculicen la vista al altar. Pese a las críticas por el diseño del inmueble, recibió el apoyo de los mismos encargados del templo, los sacerdotes dominicos.
Sus obras de tipo religioso se encuentran en los templos del Perpetuo Socorro, la Transfiguración, San José de la Montaña y "La Virgen del Carmen" en la fachada de la Iglesia del Carmen en la Colonia Roma. Otras de sus obras son "El Toro" en la entrada del Restaurante "El Hidalgo, "Cabeza de Caballo" que fue hecha para adornar las instalaciones del "Izalco Jockey Club" en San Andrés.
En la Iglesia Nuestra Señora de Fátima en San José, Costa Rica se encuentran dos obras suyas la del Cristo y de Nuestra Señora de Fátima, ambas de chatarra. El diario "La Nación" de la misma ciudad escribió "Jamás se había visto nada igual".
A lo largo de su vida recibió diferentes reconocimientos como el galardón Valor Cultural de CONCULTURA en 2003; el premio Ingenio 2008 del Centro Nacional de Registros (CNR) y el homenaje del Grupo TEA Escultura y CONCULTURA. En noviembre del 2012 fue reconocido como «Notable escultor de El Salvador» por parte de la  Asamblea Legislativa. En abril de 2018 fue nombrando como «Hijo Meritísimo de San Salvador» en honor a su trayectoria, por parte de la Alcaldía de San Salvador, en 2019 recibió el Premio Nacional de Cultura y en el 2020 el nuncio apostólico de El Salvador le otorgó la Orden Pontificia de San Silvestre Papa en el grado de Caballero.
Falleció en San Salvador el 17 de julio de 2023 a la edad de 94 años. El 29 de julio del 2023 se realizó la sepultura en la Iglesia El Rosario, sus restos reposan en la cripta de la iglesia.